# Carlavirus
Genre
Carlavirus est un genre de virus de la famille des Betaflexiviridae, sous-famille des Quinvirinae, qui comprend 53 espèces acceptées.
Ces virus infectent tous les plantes (phytovirus). Ce sont des virus à ARN simple brin à polarité positive (ssRNA), rattachés au groupe IV de la classification Baltimore. Les virions ont des filaments droits ou légèrement sinueux. Le genre Carlavirus a d'abord été rattaché à la famille des Flexiviridae (2004). Lors de la scission de cette famille en 2009, il a été classé dans la famille des Betaflexviridae nouvellement créée.
L'infection est parfois transmises par des pucerons selon un mode semi-persistant, ce qui signifie que le vecteur reste infectieux pendant un temps limité à quelques heures. Certaines espèces sont transmises par l'aleurode du tabac (Bemisia tabaci) selon un mode semi-persistant, ou par l'intermédiaire des graines. La plupart des espèces ont un nombre limité d'hôtes et leurs infections provoquent peu de symptômes voire aucun ; c'est le cas par exemple du virus latent américain du houblon ou du virus masqué du lis. D'autres, tels le virus de la brunissure nécrotique du bleuet ou le virus de la mosaïque du peuplier, entraînent des maladies graves.

## Étymologie
Le nom générique, « Carlavirus », est une combinaison reprenant la première syllabe des deux premiers termes du nom de l'espèce-type, Carnation latent virus (virus latent de l'œillet).

## Caractéristiques
Les virions, non enveloppés, sont en forme de filaments droits ou légèrement flexueux, à symétrie hélicoïdale au pas d'environ 3,4 nm, mesurant de 12 à 15 nm de large sur 310 à 700 nm de long. 
Le génome est constitué d'une molécule d'ARN monocaténaire (à simple brin) de sens positif de 7,4 à 7,7  kb.
Ce génome compte généralement six cadres de lecture ouverts (ORF) avec des régions non traduites (UTR) courtes aux extrémités 5' et 3'. Chez le virus M de la pomme de terre, l'ORF 1 code un polypeptide de 223 kDa qui est la réplicase virale.  Les ORF 2, 3 et 4 forment un bloc de trois gènes chevauchants codant des polypeptides de 25, 12 et 7 kDa qui facilitent le mouvement du virus. L'ORF 5 code une protéine de capside (CP) de 34 kDa et chevauche l'ORF 6, qui code une protéine riche en cystéine de 11 à 16 kDa. La fonction du polypeptide de 11 à 16 kDa n'a pas encore été déterminée, mais sa capacité à se lier à l'acide nucléique indique qu'il peut faciliter la transmission par les pucerons ou être impliqué dans le silençage génique de l'hôte  ou dans la réplication de l'ARN viral.

## Liste des espèces et non-classés
Selon NCBI (31 décembre 2020) :
- Aconitum latent virus
- American hop latent virus
- Atractylodes mottle virus
- Blueberry scorch virus
- Butterbur mosaic virus
- Caper latent virus
- Carnation latent virus
- Chrysanthemum virus B
- Cole latent virus
- Coleus vein necrosis virus
- Cowpea mild mottle virus
- Cucumber vein-clearing virus
- Daphne virus S
- Gaillardia latent virus
- Garlic common latent virus
- Helenium virus S
- Helleborus mosaic virus
- Helleborus net necrosis virus
- Hippeastrum latent virus
- Hop latent virus
- Hop mosaic virus
- Hydrangea chlorotic mottle virus
- Kalanchoe latent virus
- Ligustrum necrotic ringspot virus
- Ligustrum virus A
- Lily symptomless virus
- Melon yellowing-associated virus
- Mirabilis jalapa mottle virus
- Narcissus common latent virus
- Nerine latent virus
- Passiflora latent virus
- Pea streak virus
- Phlox virus B
- Phlox virus M
- Phlox virus S
- Poplar mosaic virus
- Potato latent virus
- Potato virus H
- Potato virus M
- Potato virus P
- Potato virus S
- Red clover vein mosaic virus
- Sambucus virus C
- Sambucus virus D
- Sambucus virus E
- Shallot latent virus
- Sint-Jan onion latent virus
- Sweet potato C6 virus
- Sweet potato chlorotic fleck virus
- Verbena latent virus
- Yam latent virus
- Non-classé
  - Allium carlavirus A
  - Allium fistulosum carlavirus
  - Birch carlavirus
  - Blackberry carlavirus A
  - Cactus carlavirus 1
  - Cactus carlavirus 2
  - Carrot carlavirus WM-2008
  - Chrysanthemum indicum carlavirus
  - Chrysanthemum virus R
  - Cole mild mosaic virus
  - Eggplant carlavirus
  - Elderberry carlavirus A
  - Elderberry carlavirus B
  - Elm carlavirus
  - Fuchsia latent virus
  - Garlic latent virus E29-6
  - Ilex cornuta carlavirus
  - Jasmine virus C
  - Magnolia carlavirus
  - Opuntia virus H
  - Pepper virus A
  - Red clover carlavirus 1
  - Red clover carlavirus A
  - Rose virus A
  - Rose virus B
  - Sedum latent virus
  - Sugarcane striate mosaic virus
  - Twisted-stalk leaf streak virus
  - Whitefly-transmitted carlavirus